# Katarzyna Bryda
Katarzyna Bryda (* 30. April 1990 in Chełmno) ist eine polnische Volleyballspielerin.

## Karriere
Bryda begann ihre Karriere 2005 bei SMS PZPS Sosnowiec. 2009 wechselte die Juniorinnennationalspielerin zu Budowlani Łódź. In der Saison 2013/14 spielte sie bei Sparta Warschau und im nächsten Jahr bei Budowlani Toruń. 2015 ging die Außenangreiferin zu ŁKS Łódź. 2017 wurde Bryda vom deutschen Bundesligisten VfB 91 Suhl verpflichtet. 2018 kehrte sie nach Polen zu MKS Dąbrowa Górnicza zurück.